# Jamestown (Tennessee)
Jamestown es una ciudad ubicada en el condado de Fentress en el estado estadounidense de Tennessee. En el Censo de 2010 tenía una población de 1959 habitantes y una densidad poblacional de 260,55 personas por km².

## Geografía
Jamestown se encuentra ubicada en las coordenadas 36°25′51″N 84°56′8″O / 36.43083, -84.93556. Según la Oficina del Censo de los Estados Unidos, Jamestown tiene una superficie total de 7.52 km², de la cual 7.52 km² corresponden a tierra firme y (0.03%) 0 km² es agua.

## Demografía
Según el censo de 2010, había 1959 personas residiendo en Jamestown. La densidad de población era de 260,55 hab./km². De los 1959 habitantes, Jamestown estaba compuesto por el 0.1% blancos, el 0.1% eran afroamericanos, el 0.71% eran amerindios, el 0% eran asiáticos, el 0% eran isleños del Pacífico, el 1.02% eran de otras razas y el 1.53% pertenecían a dos o más razas. Del total de la población el 2.71% eran hispanos o latinos de cualquier raza.